# D’NASH
D’Nash — испанская поп-группа, участвовавшая на Евровидении 2007 в Хельсинки, Финляндия. В состав группы входят Эстебан Пиньеро Камачо («Basty»), Мигель Эннет Сотомайор («Mikel») и Франсиско Хавьер Альварес Колинет («Javi»).
На Евровидении группа выступила с песней «I Love You Mi Vida». Так как Испания традиционно входит в число стран-финалистов конкурса, группа пропустила полуфинал. В финале конкурса испанские конкурсанты получили 43 балла и финишировали на 20-й позиции.
2013 - группа распалась.

## Дискография

### Альбомы
- Capaz de Todo (2006)
- Todo Va a Cambiar (2007)
- Garabatos (2011)

### Синглы
- Capaz de Todo (2006)
- Dónde Estás (2006)
- Más Allá de las Estrellas (2006)
- I Love You Mi Vida (2007)
- Stand by Me (2007)
- Amanda (2007)
- Todo Va a Cambiar (2007)
- En el Medio de la Calle (2011)